# Anton Philipp Reclam

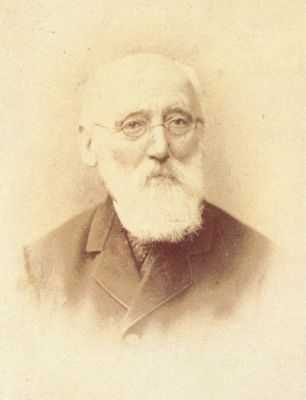
Anton Philipp Reclam

Anton Philipp Reclam, född 28 juni 1807 i Leipzig, död där 5 januari 1896, var en tysk bokförläggare; bror till läkaren Karl Reclam.
Reclam grundlade på 1830-talet en förlagsaffär under firman "Philipp Reclam Jun." (numera Reclam-Verlag). Han är mest känd för det sedan 1867 utgivna "Universalbibliothek", en samling tyska och till tyskan översatta arbeten av främst skönlitterärt innehåll till mycket billigt pris (omkring 5 600 nummer). Hans son och arvinge Hans Heinrich Reclam (1840-1920), som 1868 blev delägare, upptog 1906 sina söner Philipp Ernst Reclam och Hans Emil Reclam i firman.